# De Laan (landgoed)
De Laan is een landgoed gelegen op de Utrechtse Heuvelrug en maakt deel uit van de gemeente Utrechtse Heuvelrug in de provincie Utrecht. Het gebied maakte oorspronkelijk deel uit van domeinen van Kasteel Amerongen. Het landgoed is aan het begin van de twintigste eeuw aangekocht en ingericht als jachtterrein door C. Bos uit Den Haag. 
De Laan bestaat uit twee complexen en is in totaal circa 360 hectare groot, daarvan is 170 ha in gebruik voor landbouw en veeteelt. Weiden en akkers worden afgewisseld met bos en heide. Er staan een aantal boerderijen en woningen, met landhuis ’t Jachthuis als middelpunt. De  voornaamste economische activiteiten op het landgoed bestaan uit bosbouw en melkveehouderij. Daarnaast wordt er een actief wildbeheer gevoerd. Het landgoed heeft onder anderen een reewildstand. In vroegere jaren had het landgoed ook een hertenkamp en leverde het de dieren voor het hertenkamp op het Malieveld in Den Haag.
De drie lanen op het landgoed hebben een totale lengte van 1585 meter. Ze liggen voornamelijk langs oude wegen en paden, bijvoorbeeld de oude route van Amerongen naar Putten.